# 丹羽保次郎

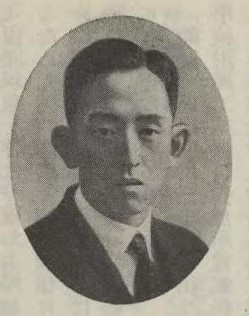
丹羽保次郎

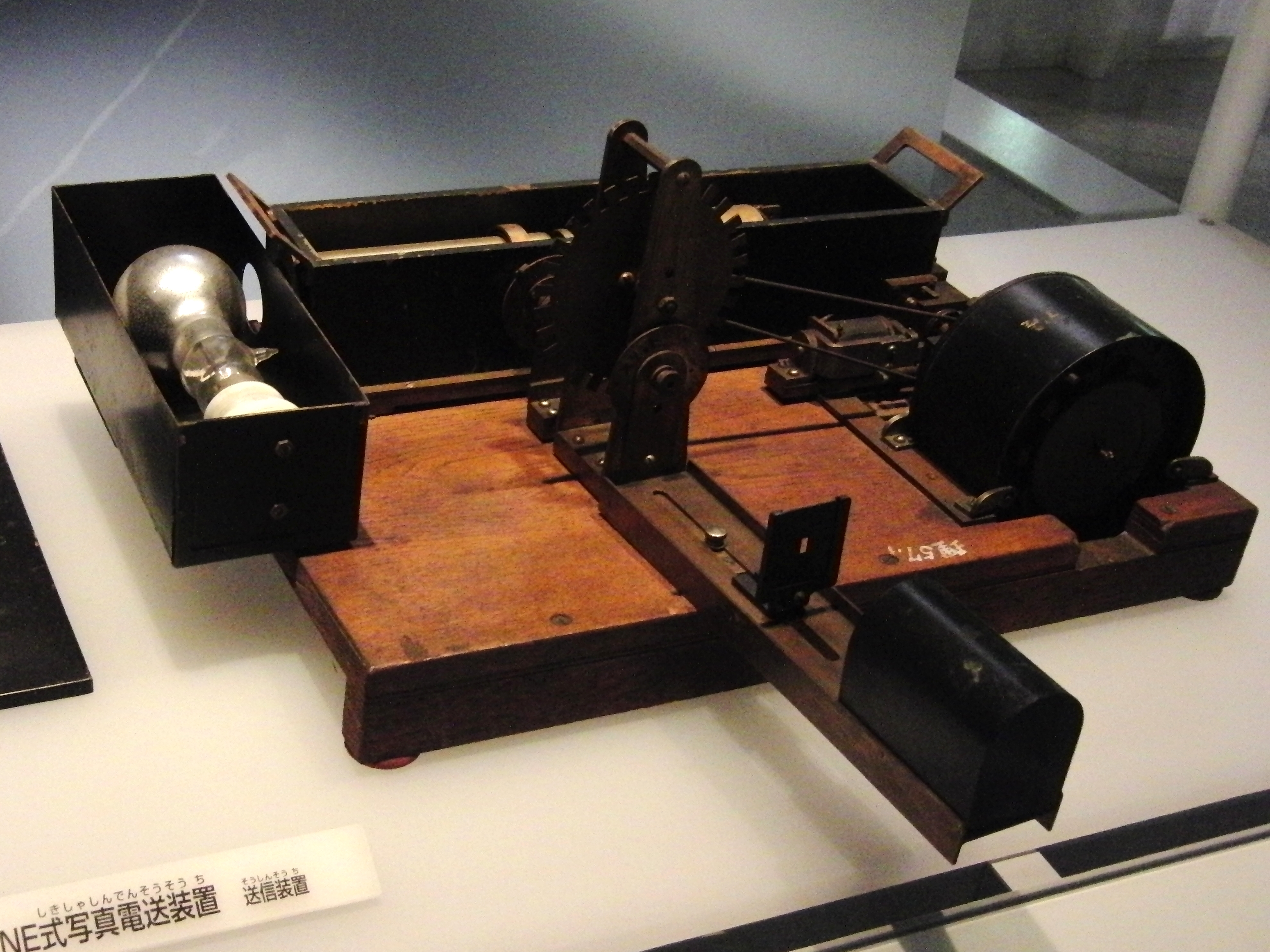
NE式传真发送机
（国立科学博物館）

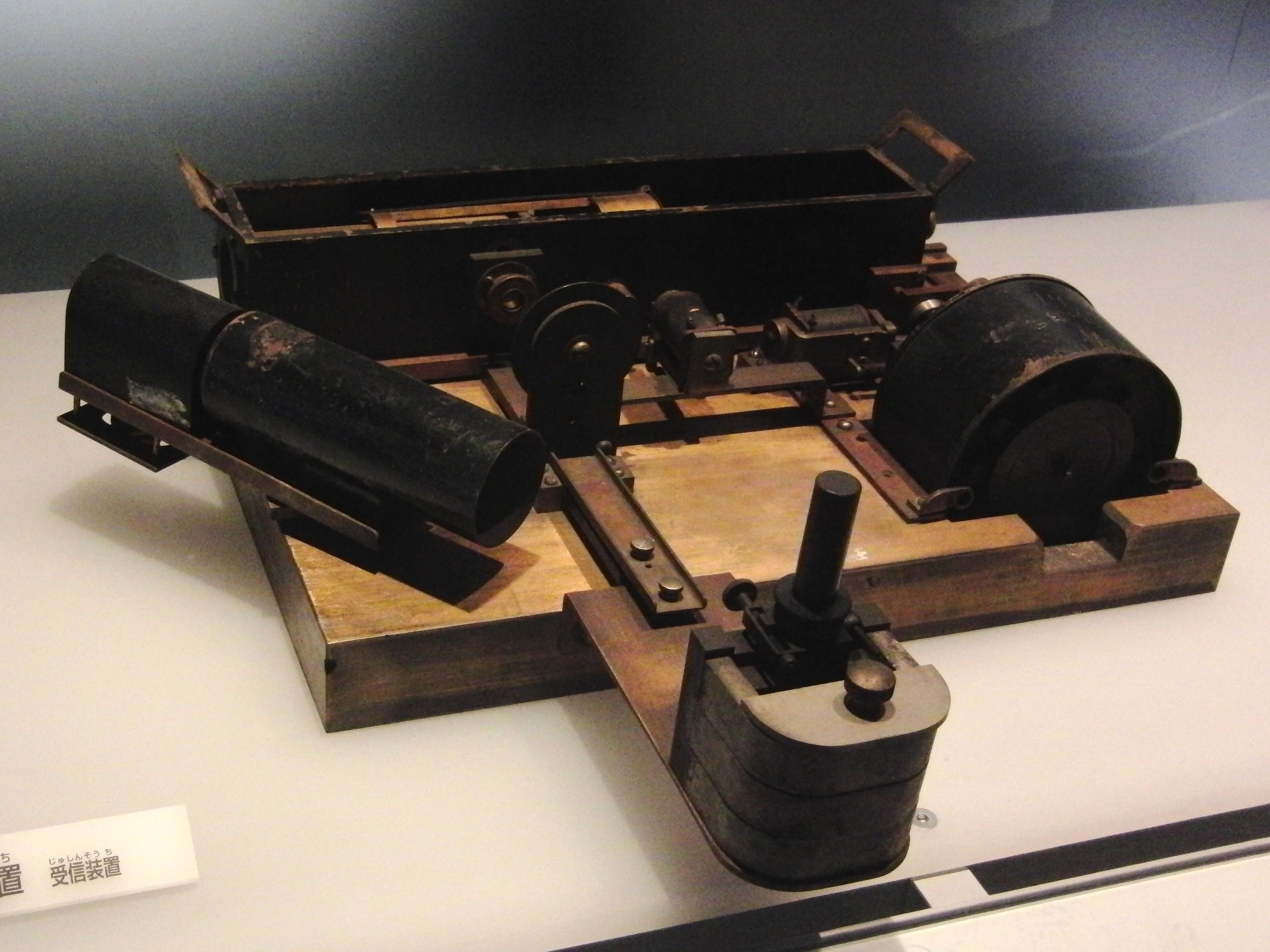
NE式传真收件机
（同上）

丹羽保次郎（1893年4月1日—1975年2月28日）是一位日本发明家。

## 生平
1893年出生于日本三重县松阪市。1916年毕业于東京大学工科大学电气工学科，后进入日本遞信省电气实验室工作。1924年6月加入日本电气。同年及次年赴欧美最先进通信工程项目考察。1926年凭借论文《矩形枠捲線輪特ニ其誘導系数ノ計算方法ニ関スル研究》获得工科博士学位。回国后进入日本电气研发部，1927年升任技术部长。后与小林正次共同研发出NE式传真机。被大阪毎日新聞社采用，1928年昭和天皇即位大礼也采用。1929年東京到伊東市的长距离传真成功。1939年担任新成立的研究所初代所长，第二次世界大战后经济困难导致1949年研究所倒闭。同年担任東京電機大学校长，1950年担任日本电气学会会长。
1975年2月28日逝世，享年82岁。赠從三位。

## 荣誉
1930年被选为日本十大发明家，1959年获得文化勳章，1971年获得勳一等瑞寶章。